# Fonds Studiefinanciering Suriname
Het Fonds Studiefinanciering Suriname (FSS) is op 23 juli 2009 ingesteld middels een Staatsbesluit (SB 2009 no. 119; gewijzigd bij SB 2015 no. 04) met als doel het stimuleren van hoger kader voor de ontwikkeling van de Republiek Suriname. Dit doel tracht het FSS te bereiken middels het verstrekken van een lening om te voorzien van financiele middelen voor het volgen van een studie. Deze voorziening is voor Surinaamse studenten van het universitair of hoger beroepsonderwijs. 
De voorwaarden om in aanmerking te komen voor een studielening uit het FSS zijn:
1. In bezit zijn van de Surinaamse nationaliteit of ingezetene zijn van de Republiek Suriname, voor wie het proces tot naturalisatie reeds moet zijn aangevraagd.
2. Ingeschreven zijn bij een bij het Ministerie van Onderwijs, Wetenschap en Cultuur erkende onderwijsinstelling.

Studenten kunnen in aanmerking komen voor een lening voor:
1. Het collegegeld.
2. Het inschrijgeld.
3. Een maandelijks leenbedrag.
4. Een additioneel kredoet.

Vanaf de instelling van het fonds is de Nationale Ontwikkelingsbank van Suriname N.V. (NOB) aangewezen als de beheerder.

## Geschiedenis
De vorming van het fonds werd in 2008 voorbereid op het ministerie van Onderwijs en Volksontwikkeling en uiteindelijk op 1 april 2009 goedgekeurd door de Raad van Ministers. In de tweede helft van 2020 werd vanwege de financiële crisis in Suriname en de daardoor beperkte middelen van de NOB de verstrekking van studiefinanciering opgeschort. Deze situatie werd in augustus 2021 hersteld.